# Terry Chimes
Terry Chimes (Stepney, Londres, Inglaterra, 5 de julio de 1956), también conocido como Tory Crimes, fue el baterista original de la banda punk británica The Clash. Chimes también tocó en otras reconocidas bandas como Black Sabbath y Johnny Thunders por períodos cortos de tiempo hasta que comenzó a ejercer de quiropráctico en 1994.

## Biografía
Baterista autodidacta, empezó a tocar desde 1970, cuando era alumno de Raine's Foundation School, en el cual estuvo de 1967 a 1974. Su padre le había animado a él y a sus dos hermanos a tocar un instrumento musical y Terry eligió la batería. Actualmente, su hermano toca en la Orquesta Filarmónica de la BBC. La familia vivía en Stepney Green.
Terry Chimes fue miembro de la banda London SS hasta que junto a sus compañeros Mick Jones y Paul Simonon decidieron juntarse con Joe Strummer y Keith Levene para formar The Clash. Sin embargo, poco después de la temprana ida de Levene, Chimes decidió imitar su ejemplo, regresando temporalmente para finalizar las grabaciones del álbum debut The Clash UK.
Topper Headon lo reemplazó durante la etapa más exitosa del grupo pero, en 1982, fue expulsado de The Clash por su adicción a la heroína. Ante la falta de baterista, los miembros de la banda reclutaron a Chimes nuevamente para su gira estadounidense junto a The Who y la gira británica subsiguiente. Terry también participó en la grabación del video de "Rock the Casbah". No obstante, el baterista decidió abandonar la banda intuyendo que los conflictos internos la harían disolverse en breve; hecho que luego sucedió.
Más allá de su participación en Clash, Chimes tocó con Johnny Thunders en 1977 y 1984, Cowboys International en 1979, Generation X entre ese año y 1980, Hanoi Rocks en 1985, The Cherry Bombz (de los exintegrantes de Hanoi Rocks Andy McCoin y Nasty Suicide) en 1986 y Black Sabbath en la gira de 1987-88.
En 2003, fue incluido en el Salón de la Fama del Rock como miembro de The Clash. Sin embargo, se le negó una segunda inclusión en 2006 como miembro de Black Sabbath por su poco tiempo de colaboración en el grupo. Desde 1994 ejerce de quiropráctico en Essex.
Desde 2012 es miembro de la nueva banda "The Crunch". La banda está formada por: Sulo Karlsson -Diamond Dogs- (voz y guitarra rítmica); Terry Chimes -The Clash- (batería); Mick Geggus -Cockney Rejects- (guitarra solista y coros); Idde Schultz -Docenterna- (teclados); y Dave Tregunna -Sham 69, Lords Of The New Church- (bajo y coros). Los primeros contactos de esta “superbanda” fueron en otoño de 2012, en una fiesta exclusiva para el lanzamiento del libro “Keep yourself alive”, en donde tocaron juntos y tuvieron tan buen feeling que decidieron comenzar el proyecto. Muy poco tiempo después Sulo se puso a componer temas en los Berry Studios, e influenciado por el estilo de las bandas que forman el proyecto, consiguió grandes canciones, combinando un sonido moderno pero con el tradicional estilo power-pop, rock, new wave y pop. “Brand New Brand” es su nuevo trabajo, que reafirma a la banda y que es una continuación del disco anterior en el que encontramos esa esencia punk-rock, rock, powerpop y new wave del “Busy making noise” con una producción más exquisita y con mayores arreglos vocales y melodías, un disco más redondo y compacto.